# The Best of... (album Banku)
The Best of... – czwarty album zespołu Bank wydany w 2001 roku nakładem wydawnictwa Black Woolf / Pomaton EMI. Płyta jest kompilacją największych przebojów zespołu z lat 80. w nowych wersjach. Album nagrano w Berlinie, w Studio Black Woolf.

## Lista utworów
Źródło:.
1. „Jestem panem świata” (muz. Marek Biliński; sł. Grzegorz Tomczak) – 3:41
2. „Tak łatwo się zgubić” (muz. Roman Iskrowicz; sł. Leszek Pietrowiak) – 3:30
3. „Karnawał trwa” (muz. Roman Iskrowicz, Mirosław Gral; sł. Leszek Pietrowiak) – 3:20
4. „Wielki wóz” (muz. Roman Iskrowicz, Mirosław Gral; sł. Grzegorz Tomczak) – 2:44
5. „Ciągle ktoś mówi coś” (muz. Piotr Iskrowicz, Mirosław Gral; sł. Magdalena Wojtaszewska) – 4:36
6. „Tak zdarza się” (muz. Roman Iskrowicz, Mirosław Gral; sł. Leszek Pietrowiak) – 3:53
7. „Powiedz mi coś o sobie” (muz. Marek Biliński; sł. Ryszard Riedel, Leszek Pietrowiak) – 5:09
8. „Psychonerwica” (muz. Mirosław Bielawski, Roman Iskrowicz; sł. Wojciech Jagielski) – 5:10
9. „Jadę” (muz. Piotr Iskrowicz, Mirosław Gral; sł. Marek Gaszyński) – 2:53
10. „Nie ma rzeczy niemożliwych” (muz. Roman Iskrowicz; sł. Marek Gaszyński) – 3:22

## Twórcy
Źródło:.
- Mirosław Bielawski – śpiew
- Marek Biliński – instrumenty klawiszowe
- Mirosław Gral – gitara
- Piotr Iskrowicz – gitara
- Roman Iskrowicz – gitara basowa
- Krzysztof Krzyśków – perkusja